# زبان‌شناس
زبان‌شناس کسی یا زبان‌شناسی ویژگی کسی است که در دانش زبان‌شناسی تخصص دارد و عهده‌دارِ درک و تفسیر یک، دو، یا چند شاخه از این دانش است. زبان شناسی با یادگیری زبان تفاوت دارد. در مبحث یادگیری زبانها، ده‌ها و صدها زبان با گویش های مختلف در سطح دنیا وجود دارند که افراد بنابر علاقه یا سلیقه خود یا حیطه کاری، شغلی، خانوادگی، تحصیلی، مهاجرتی، پیوند با افراد مختلف، افزایش سواد و آگاهی روزمره و سرگرمی و تفنّن دست به یادگیری آنها می زند. در جهان بیشترین زبانی که ترویج به یادگیری‌اش می گردد، زبان انگلیسی است. البته تعداد افرادی که انگلیسی را بعنوان زبان دوم و غیرمادری خود می آموزند نیز بسیار بیشتر است. بعنوان مثال حدود ۱٫۴۳۵٫۸۹٠٫٠٠٠ نفر در جهان به زبان چینی ماندارین و اندکی از این تعداد کمتر نیز به زبان هندی سخن می گویند. فقط در خاورمیانه بیش از ۱۶۰ میلیون نفر(بدون احتساب پاکستان) وجود دارند که از ۵ زبان اول جهان(از حیث اهمیت) یعنی انگلیسی، اسپانیایی، فرانسوی، آلمانی و پرتغالی هیچ نمی دانند.

## مبانی زبان شناسی
در افکار فرد زبان‌شناس همیشه یک زبان چه فارسی، چه انگلیسی، دارای قواعد و دستوراتی معین ساختاری است که از تک‌واژ شروع شده، کلمه هایی را ساخته، سپس عبارات و جمله، که جمله زمانی ساخته می شود که شرایطی مهیّا باشد. در جمله(Sentence)، بایستی حداقل نهاد یا فاعل(Subject) و عبارت خبری(News Phrase) یا گزاره(Proposition) و در نهایت فعل(Verb) خودنمایی کند. زبان شناسی شاید بازی بازی با بخش بخش زبان‌ها باشد. و رسیدن به گرامری صحیح. حل مسائل مربوط به زبان؟؟!! افزودن اصطلاحات گرامری و دستورات زبانی جدید، اکثر زبان شناسان علاوه بر زبان مادری، همچنین به یادگیری زبان دوم و سوم نیز می پردازند. در ایران به دلیل بازارکار نامناسب، بیشتر زبان شناسان از جهت علاقه زیاد به این رشته آن را در می آورند.